# Bussigny (Szwajcaria)
Bussigny (do 1959 Bussigny-sur-Morges, 1960-30 kwietnia 2014 Bussigny-près-Lausanne) – miejscowość i gmina (commune) w zachodniej Szwajcarii, w kantonie Vaud, w okręgu (district) Ouest lausannois.  

## Demografia
W Bussigny mieszka 10 365 osób. W 2021 roku 38,1% populacji gminy stanowiły osoby urodzone poza Szwajcarią.

## Transport
Przez teren gminy przebiegają autostrada A1 oraz drogi główne nr 135 i nr 137. 